# Cosmia subaffineola
Cosmia subaffineola là một loài bướm đêm trong họ Noctuidae.